# 안수산
안수산(安繡山, Susan Ahn Cuddy, 1915년 1월 16일 ~ 2015년 6월 24일)은 미국의 예비역 해군 군인 출신 정치가이다. 도산 안창호의 장녀이고, 안필립의 여동생이다. 안수산은 동양계 여성으로는 최초로 1942년부터 1946년까지 미국 해군에서 장교로 복무하였으며 후에는 국가안보국에서 비밀정보 분석요원으로 활동하였다. 은퇴 후에는 미국내 한인교민사회를 위해 헌신하였다. 2016년 5월, 타임지는 안수산을 '이름없는 여성 영웅 (unsung women of history)'에 선정하였다. 2015년 6월 24일 사망할 당시 안수산의 나이는 무려 100세였다.

## 간행물
- John, Cha (2005). 《Willow tree shade: the Susan Ahn Cuddy story》. Korean American Heritage Foundation. 315쪽. ISBN 978-89-953916-0-0. 2009년 11월 22일에 확인함.